# Revolution (Måns Zelmerlöw)
Revolution è un singolo del cantante svedese Måns Zelmerlöw, pubblicato il 21 febbraio 2025.

## Promozione

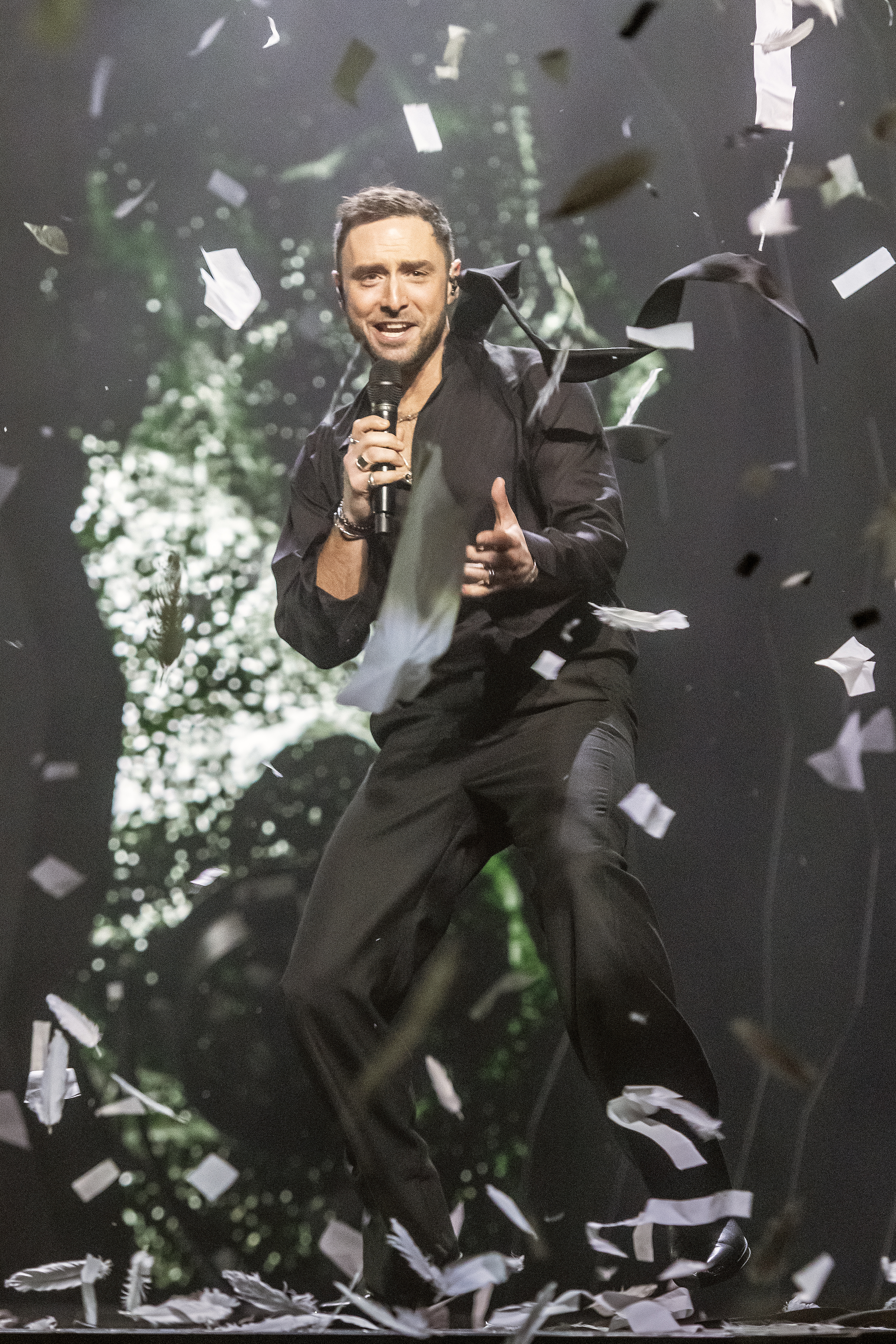
Måns Zelmerlöw mentre si esibisce sulle note di Revolution alle prove per il Melodifestivalen, 20 febbraio 2025

Il brano pop è stato registrato in inglese ed è stato inviato all'emittente radiotelevisiva svedese SVT come proposta per il Melodifestivalen, l'evento atto a selezionare il partecipante svedese all'Eurovision Song Contest 2025 a Basilea, in Svizzera.
Il 27 novembre 2024 Revolution è stato annunciato come uno dei trenta concorrenti alla selezione nazionale; segnando la quarta partecipazione di Zelmerlöw al concorso svedese dopo le edizioni 2008, 2009 e 2015 (che ha vinto con Heroes). Il 22 febbraio 2025, essendo risultato il più votato dal pubblico fra i sette partecipanti alla quarta semifinale del Melodifestivalen dov'era in gara, ha avuto accesso diretto alla finale dell'8 marzo, dove si è piazzata al 2º posto su 12 partecipanti con 157 punti totalizzati, dietro soltanto ai finnosvedesi KAJ.

## Tracce
Testi e musiche di David Lindgren Zacharias, Måns Zelmerlöw, Ola Svensson e Sebastian Atas.
1. Revolution – 3:00

## Classifiche
| Classifica (2025) | Posizione massima |
| ----------------- | ----------------- |
| Svezia            | 3                 |